# Chionochloa australis
Chionochloa australis är en gräsart som först beskrevs av John Buchanan, och fick sitt nu gällande namn av Victor Dmitrievich Zotov. Chionochloa australis ingår i släktet Chionochloa och familjen gräs. Inga underarter finns listade i Catalogue of Life.